# AS Ashanti Golden Boys
Der Association Sportive Ashanti Golden Boys de Siguiri, auch bekannt als AS Ashanti Golden Boys, ist ein 1999 gegründeter guineischer Fußballverein aus Siguiri. Aktuell spielt der Verein in der ersten Liga.

## Erfolge
- Guineischer Pokalfinalist: 2011, 2012

## Stadion
Seine Heimspiele trägt der Verein im Stade M'Balou Mady Diakité GLAO in Kankan aus. Das Stadion hat ein Fassungsvermögen von 2000 Personen.